# 高木正府
高木 正府（たかぎ まさもと/まさくら）は、江戸時代中期の河内国丹南藩の世嗣。官位は従五位下・播磨守。

## 略歴
6代藩主・高木正陳の長男として誕生した。母は本多正永の娘。正室は内藤清枚の娘。
丹南藩嫡子として生まれ、宝永5年（1708年）徳川綱吉に拝謁する。正徳元年（1711年）叙任するが、家督相続前の享保4年（1719年）に24歳で早世した。代わって、従弟にあたる正恒が養子に迎えられ嫡子となった。